# Альберто ди Джуссано (крейсер)
«Альберто ди Джуссано» (итал. Alberto di Giussano) — итальянский лёгкий крейсер типа «Альберико да Барбиано», участвовавший во Второй мировой войне. Назван в честь итальянского кондотьера времён Средневековья.

## История
Заказ на строительство крейсера поступил в 1928 году. Закладка на стапеле состоялась 29 марта 1928, спущен на воду 27 апреля 1930 года. Крейсер был оснащён бронёй толщиной от 20 до 40 мм, оснащён восемью 152-мм орудиями, шестью 100-мм орудиями и 16 пулемётами. Развивал скорость до 37 узлов. Пар турбины получали из шести котлов «Ярроу». Установка размещалась по эшелонному принципу, что должно было повысить её живучесть. Проектная мощность двух турбин должна была равняться 95 тысяч л.с.
Крейсер «Альберто ди Джуссано» участвовал в различных учениях ВМС Италии в составе 2-й эскадры, оказывал помощь испанским националистам в годы Гражданской войны в Испании. 10 июня 1940 крейсер был переведён в 4-й крейсерский дивизион вместе с 1-й эскадрой и односерийным крейсером «Альберико да Барбиано». Участвовал в установке минных заграждений в августе близ Пантеллерии, снабжал конвои и перевозил войска в Северную Африку.
12 декабря 1941 вместе с крейсером-близнецом «Альберико да Барбиано» покинул порт, перевозя топливо для Африканского корпуса Эрвина Роммеля. Многочисленные бочки с бензином были установлены прямо на палубах крейсеров. Крейсеры надеялись за счёт высокой скорости быстро добраться до порта прибытия и доставить груз в целости и сохранности, избежав боёв с британскими силами. Однако 13 декабря близ мыса Бон их конвой был перехвачен британской группой эсминцев. «Альберто ди Джуссано» был торпедирован одним из эсминцев, и все бочки на палубе взорвались, что привело к крупному пожару. Вскоре он затонул, аналогичная судьба ждала и «Альберико да Барбиано». Из 720 членов экипажа погибло 283 человека.